# El vol de l'àngel negre
El vol de l'àngel negre (títol original: Flight of Black Angel) és un telefilm americà dirigida per Jonathan Mostow, estrenada l'any 1991. Ha estat doblada al català.

## Argument
El capità Edward "Eddie" Gordon, un pilot de caça model de l'US Air Force està convençut de ser "l'elegit", un àngel venjatiu enviat per Déu per complir una missió. Després d'haver assassinat tot la seva família i els seus companys d'equip, fuig amb una arma atòmica a bord del seu avió.
El tinent-coronel Matthew Ryan, el seu antic instructor, es llança a la seva persecució.

## Repartiment
- Capità Edward "Eddie" Gordon / Black Angel: William O'Leary
- Tinent Coronel Matthew Ryan / Ringleader: Peter Strauss
- Coronel Bill Douglas: James O'Sullivan
- Sra. Gordon: K Callan
- Valerie Dwyer: Michel Pawk
- Richard Dwyer: Michael Keys Hall
- M. Gordon: Ben Rawnsley
- Dragonfly: Marcus Chong
- Bulldog: Jerry Bossard
- Cougar: Clinton Archambault
- Capità Melissa Gaiter: Patricia Sill
- Falcon One: Michael Gregory
- Bobby Gordon: Rodney Eastman